# Demetrius av Thessalonikis kyrka, Bazarnyj Syzgan
Demetrius av Thessalonikis kyrka (ryska: Храм Димитрия Солунского; translitteration: Hram Dimitrija Solunskogo) är en rysk-ortodox församlingskyrkobyggnad belägen i tätorten Bazarnyj Syzgan, i Uljanovsk oblast, i den europeiska delen av Ryssland.
Kyrkan är helgad åt den kristna martyren Sankt Demetrius av Thessaloniki och tillhör Baryshs stift.

## Historik
Demetrius av Thessalonikis kyrka i Bazarnyj Syzgan började att byggas år 1865 och stod klar 1875, då den invigdes den 10 juli.
1888 målades kyrkan av konstnärerna med efternamnen Poletaev och Rukavishnikov. 1898 målades kyrkan igen.
1932 stängdes kyrkan ned och användes fram tills 1988 som en lagerlokal. Den 7 november samma år öppnades kyrkan igen.
2018 återinvigdes kyrkan.

## Inventarier
- Ikonostasen är gjord av konstnären Dubov.[1]
- Kyrkan har tre altare.[3]

## Bilder

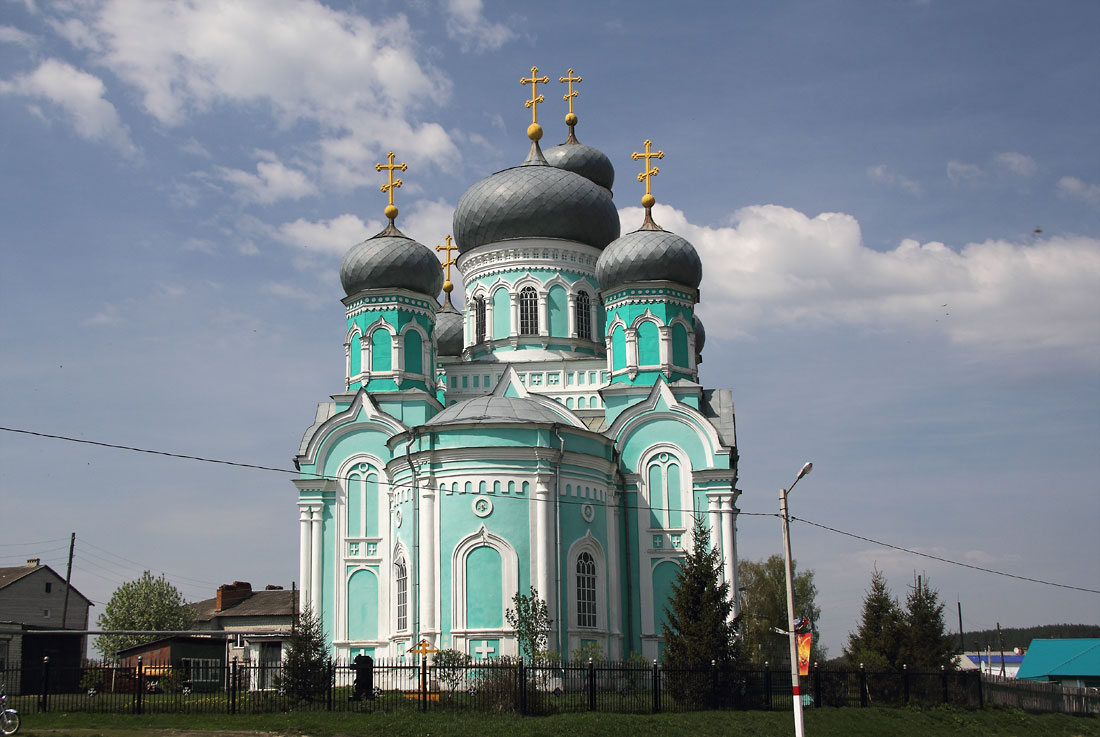
Baksidan och absiden.
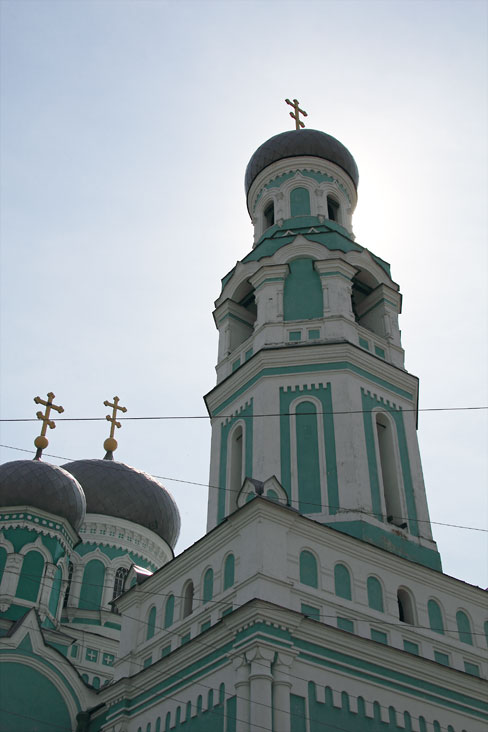
Närbild på klocktornet.